# 葉宗元
葉宗元（1820年—1870年），字希柳，號峭巖，江西宜黃人，清朝政治人物，舉人出身。
葉宗元於同治二年（1863年）以台灣府海防補盜同知的職位奉旨接替陳懋烈，於台灣地區代理擔任台灣府知府。並於同治五年（1866年）回任。而此官職是台灣清治時期此期間，受台灣道制約的台灣地方父母官。